# Mijn dagboek
Mijn dagboek is een single van de Nederlandse zangeres Willeke Alberti uit 1964. Het nummer is een vertaling van In meinem Kalender dat gecomponeerd is door Karl Götz met een tekst van Günter Loose en werd vertolkt door de Duitse zangeres Manuela. De Nederlandse vertaling is van Pi Veriss. Willeke wordt begeleid door een orkest onder leiding van Jack Bulterman die ook het arrangement schreef.
De zangeres reconstrueert aan de hand van haar dagboek haar kortstondige relatie met een vriend, die tot haar grote spijt na een ruzie beëindigd is.

## Tracklist

### 7" Single
Philips 327 717 JF (1964)
1. Mijn dagboek
2. Die zomerdag

## Hitnoteringen
| Mijn dagboek               | Mijn dagboek          | Mijn dagboek | Mijn dagboek | Mijn dagboek | Mijn dagboek | Mijn dagboek | Mijn dagboek | Mijn dagboek | Mijn dagboek | Mijn dagboek | Mijn dagboek | Mijn dagboek | Mijn dagboek | Mijn dagboek | Mijn dagboek | Mijn dagboek | Mijn dagboek | Mijn dagboek     |
| Hitlijst                   | Datum van binnenkomst | Week:        | 1            | 2            | 3            | 4            | 5            | 6            | 7            | 8            | 9            | 10           | 11           | 12           | 13           | 14           | 15           | Laatste notering |
| -------------------------- | --------------------- | ------------ | ------------ | ------------ | ------------ | ------------ | ------------ | ------------ | ------------ | ------------ | ------------ | ------------ | ------------ | ------------ | ------------ | ------------ | ------------ | ---------------- |
| Tijd voor Teenagers Top 10 | 17-10-1964            | Positie:     | 8            | 5            | 2            | 2            | 2            | 2            | 4            | 3            | 3            | 4            | 4            | 6            | 7            | 6            | 8            | 23-01-1965       |
| Nederlandse Top 40         | 02-01-1965            | Positie:     | 6            | 5            | 4            | 6            | 11           | 16           | 15           | 21           | 20           | 28           | 30           | 32           |              |              |              | 20-03-1965       |